# ماميكونيان
ماميكونيان ، أو ماميكونين (بالأرمنية الكلاسيكية: Մամիկոնյան بالإملاء المعدل: Մամիկոնյան، بالنطق الأرمني الغربي: ماميجونيان)، كانت سلالة أرستقراطية هيمنت على السياسة الأرمنية بين القرنين الرابع والثامن. كانوا أبرز عائلة نبيلة في أرمينيا المسيحية المبكرة بعد الأسرة الأرشكية الحاكمة، وشغلوا مناصب وراثية مثل السبارابت (القائد الأعلى للجيش) والدايك (المعلم الملكي)، مما سمح لهم بلعب دور صناع الملوك للملوك الأرمن اللاحقين.  لقد حكموا مناطق واسعة، بما في ذلك مناطق تايك وتارون وساسون وباغريفاند الأرمنية وغيرها. اشتهر الماميكونيون بأنهم مؤيدون للإمبراطورية الرومانية (البيزنطية لاحقًا) في أرمينيا ضد إيران الساسانية، على الرغم من أنهم عملوا أيضًا نوابًا للملوك تحت الحكم الفارسي.   بدأ نفوذهم على الشؤون الأرمنية في الانخفاض في نهاية القرن السادس وتعرضوا لضربة نهائية حاسمة بعد التمرد الفاشل ضد الحكم العباسي على أرمينيا سنة 774 / 775.